# Maxwell Baronets
Als Maxwell Baronetcies bezeichnet man sieben erbliche britische Adelstitel (Baronetcies), von denen sechs in der Baronetage of Nova Scotia und eine in der Baronetage of the United Kingdom an Personen mit dem Familiennamen Maxwell verliehen wurden.

## Verleihungen
Erstmals wurde am 28. März 1627 der Titel Baronet, of Calderwood in the County of Lanark, in der Baronetage of Nova Scotia für James Maxwell geschaffen. Da er zum Zeitpunkt der Verleihung kinderlos war, wurde ihm der Titel mit dem besonderen Zusatz verliehen, dass dieser in Ermangelung eigener männlicher Nachkommen auch an jeden nächstverwandten männlichen Erben (heirs male whatsoever) vererbbar sei. Beim Tod seines einzigen Sohnes, des 2. Baronets, fiel der Anspruch auf den Titel 1703 an dessen Cousin als 3. Baronet, der diesen zu Lebzeiten jedoch nie rechtswirksam beanspruchte. Erst dessen Sohn führte nach 1716 den Titel als 4. Baronet. Beim Tod von dessen Enkel, dem 6. Baronet, fiel der Titel 1829 an dessen Cousin als 7. Baronet. Beim Tod von dessen Enkel, dem 10. Baronet, fiel der Titel 1885 an dessen Onkel siebten Grades James Maxwell, 9. Baron Farnham, der bereits 1884 von seinem Bruder den Titel Baron Farnham, of Farnham in the County of Cavan, geerbt, der 1756 in der Peerage of Ireland geschaffen worden war. Die Baronetcy ist seither ein nachgeordneter Titel der Baronie Farnham. Dessen Neffe, der ihm 1896 als 10. Baron und 12. Baronet nachfolgte, ergänzte als Oberhaupt der Familienlinie Maxwell of Calderwood 1900 auch seinen Familiennamen zu „Maxwell of Calderwood“. Heutiger Titelinhaber ist dessen Urenkel als 13. Baron und 15. Baronet.
Am 25. November 1630 wurde der Titel Baronet, of Pollok in the County of Renfrew, in der Baronetage of Nova Scotia für John Maxwell geschaffen. Da seine beiden Ehen kinderlos blieben, erlosch der Titel mit seinem Tod am 1. November 1647.
Am 30. Juni 1663 wurde der Titel Baronet, of Orchardtoun in the County of Kirkcudbright, in der Baronetage of Nova Scotia für den royalistischen Milität Robert Maxwell geschaffen. Der Titel erlosch beim kinderlosen Tod von dessen Ururenkel, dem 7. Baronet, am 21. September 1786.
Am 8. Januar 1681 wurde der Titel Baronet, of Monreith in the County of Wigtown, in der Baronetage of Nova Scotia für William Maxwell geschaffen. Beim kinderlosen Tod seines Ur-ur-ur-ur-ur-urenkels, dem 8. Baronet, fiel der Titel 1987 an dessen Neffen als 9. Baronet und bei dessen kinderlosem Tod 2021 an dessen Cousin sechsten Grades (einen Ur-ur-ur-urenkel des 4. Baronet), als 10. Baronet. Dieser lebt in Australien und hat den Titel bis heute inne.
Am 12. April 1682 wurde der Titel Baronet, of Pollok in the County of Renfrew, in der Baronetage of Nova Scotia ein zweites Mal geschaffen, nämlich für John Maxwell. Dieser hatte als Großneffe sechsten Grades des 1. Baronet der Verleihung von 1630 inzwischen dessen Ländereien, insbesondere das namensgebende Pollok Castle, geerbt. Er hatte ab 1699 das Richteramt des Lord Justice Clerk inne und führte als solcher fortan den Titel Lord Pollok. Da der Titel nur an leibliche männliche Nachkommen vererbbar war und er kinderlos blieb, erwirkte er, dass ihm die  Verleihungsurkunde 1707 erneut ausgestellt wurde, diesmal mit dem besonderen Zusatz, dass der Titel auch an jeden sonstigen regulären Erben seiner Ländereien (to heirs of entail in his lands and estates) vererbbar sei. Der Titel fiel bei seinem Tod, 1732, entsprechend an seinen Neffen zweiten Grades als 2. Baronet. Beim Tod von dessen Enkel, dem 8. Baronet, fiel der Titel 1865 an den Sohn von dessen Schwester Sir William Stirling als 9. Baronet, der daraufhin seinen Familiennamen zu „Stirling-Maxwell“ ergänzte. Nach dem Tod von dessen Enkel, dem 11. Baronet, 1956, der keine Söhne hinterließ, ruhte der Titel zunächst (dormant), da niemand seinen Erbanspruch auf den Titel wirksam nachweisen konnte. Seiner einigen Tochter Anne Maxwell-Macdonald gelang es erst 2005 nach langem Rechtsstreit, dass ihr Erbanspruch vom Court of the Lord Lyon anerkannt und ihr der Titel als 11. Baronetess bestätigt wurde. Dieser Vorgang ist das bisher erst fünfte Mal, dass eine Frau einen Baronettitel erhielt. Ihr Gatte, John Moreton-Macdonald, 19. Laird of Largie, hatte den Familiennamen bereits 1933 mit Anerkennung des Court of the Lord Lyon zu „Maxwell-Macdonald“ geändert. Heutiger Titelinhaber ist ihr älterer Sohn als 12. Baronet.
Am 7. Februar 1683 wurde der Titel Baronet, of Springkell in the County of Dumfries, in der Baronetage of Nova Scotia für Patrick Maxwell geschaffen. Dessen Urenkel, der spätere 4. Baronet, ergänzte als er 1803 seinen Schwiegervater, den Unterhausabgeordneten Patrick Heron of Heron, beerbte, seinen Familiennamen zu „Heron-Maxwell“. Heutiger Titelinhaber ist dessen Ur-ur-urenkel als 10. Baronet.
Zuletzt wurde am 9. Juni 1804 der Titel Baronet, of Cardoness in the Stewartry of Kirkcudbright, in der Baronetage of the United Kingdom, für David Maxwell geschaffen. Der Titel erlosch beim Tod seines Urenkels, des 4. Baronets, am 26. Januar 1924.

## Liste der Maxwell Baronets

### Maxwell Baronets, of Calderwood (1627)
- Sir James Maxwell, 1. Baronet († um 1670)
- Sir William Maxwell, 2. Baronet (um 1640–1703)
- William Maxwell,  de iure 3. Baronet († 1716)
- Sir William Maxwell, 4. Baronet († 1750)
- Sir William Maxwell, 5. Baronet († 1789)
- Sir William Maxwell, 6. Baronet (1748–1829)
- Sir William Maxwell, 7. Baronet (1754–1837)
- Sir William Maxwell, 8. Baronet (1793–1865)
- Sir Hugh Maxwell, 9. Baronet (1797–1870)
- Sir William Maxwell, 10. Baronet (1828–1885)
- James Maxwell, 9. Baron Farnham, 11. Baronet (1813–1896)
- Somerset Maxwell of Calderwood, 10. Baron Farnham, 12. Baronet (1849–1900)
- Arthur Maxwell of Calderwood, 11. Baron Farnham, 13. Baronet (1879–1957)
- Barry Maxwell of Calderwood, 12. Baron Farnham, 14. Baronet (1931–2001)
- Simon Maxwell of Calderwood, 13. Baron Farnham, 15. Baronet (* 1933)

Titelerbe (Heir Apparent) ist der Sohn des aktuellen Titelinhabers, Hon. Robin Somerset Maxwell (* 1965).

### Maxwell Baronets, of Pollok (1630)
- Sir John Maxwell, 1. Baronet (1583–1647)

### Maxwell Baronets, of Orchardtoun (1663)
- Sir Robert Maxwell, 1. Baronet (um 1600–1681)
- Sir Robert Maxwell, 2. Baronet († 1693)
- Sir George Maxwell, 3. Baronet († 1719)
- Sir Robert Maxwell, 4. Baronet († 1729)
- Sir George Maxwell, 5. Baronet († 1746)
- Sir Thomas Maxwell, 6. Baronet († 1761)
- Sir Robert Maxwell, 7. Baronet († 1786)

### Maxwell Baronets, of Monreith (1681)
- Sir William Maxwell, 1. Baronet (um 1635–1709)
- Sir Alexander Maxwell, 2. Baronet († 1730)
- Sir William Maxwell, 3. Baronet (um 1715–1770)
- Sir William Maxwell, 4. Baronet († 1812)
- Sir William Maxwell, 5. Baronet (1779–1838)
- Sir William Maxwell, 6. Baronet (1804–1877)
- Sir Herbert Maxwell, 7. Baronet (1845–1937)
- Sir Aymer Maxwell, 8. Baronet (1911–1987)
- Sir Michael Maxwell, 9. Baronet (1943–2021)
- Sir John Maxwell, 10. Baronet (* 1945)

Titelerbe (Heir Apparent) ist der Sohn des aktuellen Titelinhabers, Alexander Hamilton Maxwell (* 1974).

### Maxwell / Stirling-Maxwell / Maxwell-Macdonald Baronets, of Pollock (1682/1707)
- John Maxwell, Lord Pollok, 1. Baronet (1648–1732)
- Sir John Maxwell, 2. Baronet (1686–1752)
- Sir John Maxwell, 3. Baronet (1720–1758)
- Sir Walter Maxwell, 4. Baronet (1732–1762)
- Sir John Maxwell, 5. Baronet (1761–1762)
- Sir James Maxwell, 6. Baronet (1735–1785)
- Sir John Maxwell, 7. Baronet (1768–1844)
- Sir John Maxwell, 8. Baronet (1791–1865)
- Sir William Stirling-Maxwell, 9. Baronet (1818–1878)
- Sir John Stirling-Maxwell, 10. Baronet (1866–1956) (Titel ruhend ab 1956)
- Dame Anne Maxwell-Macdonald, 11. Baronetess (1906–2011) (Titel bestätigt 2005)
- Sir John Maxwell-Macdonald, 12. Baronet (* 1936)

Titelerbe (Heir Apparent) ist der Sohn des aktuellen Titelinhabers, John Ranald Maxwell-Macdonald (* 1965).

### Maxwell / Heron-Maxwell Baronets, of Springkell (1683)
- Sir Patrick Maxwell, 1. Baronet (um 1640–1723)
- Sir William Maxwell, 2. Baronet (1703–1760)
- Sir William Maxwell, 3. Baronet (um 1740–1804)
- Sir John Heron-Maxwell, 4. Baronet (1772–1830)
- Sir Patrick Heron-Maxwell, 5. Baronet (1805–1844)
- Sir John Heron-Maxwell, 6. Baronet (1808–1885)
- Sir John Heron-Maxwell, 7. Baronet (1836–1910)
- Sir Ivor Heron-Maxwell, 8. Baronet (1871–1928)
- Sir Patrick Heron-Maxwell, 9. Baronet (1916–1982)
- Sir Nigel Heron-Maxwell, 10. Baronet (* 1944)

Titelerbe (Heir Apparent) ist der Sohn des aktuellen Titelinhabers, David Mellor Heron-Maxwell, Younger of Springkell (* 1975). 

### Maxwell Baronets, of Cardoness (1804)
- Sir David Maxwell, 1. Baronet († 1825)
- Sir David Maxwell, 2. Baronet (1773–1860)
- Sir William Maxwell, 3. Baronet (1809–1886)
- Sir William Maxwell, 4. Baronet (1844–1924)